# Champions Trophy de hockey sobre césped femenino de 2009
La 17ta edición del Champions Trophy femenino se llevó a cabo entre el 11 y 19 de julio de 2009, en el Sídney Olympic Park Hockey Centre de Sídney, Australia. Las seis selecciones nacionales que participaron fueron Alemania, Argentina, Australia, China, Inglaterra y Holanda.

## Planteles

### AlemaniaAlemania
| - ( 1.) Yvonne Frank - ( 2.) Tina Bachmann - ( 7.) Natascha Keller - (10.) Nina Hasselmann - (11.) Eileen Hoffmann - (12.) Lydia Hasse - (13.) Katharina Otte | - (16.) Fanny Rinne - (17.) Barbara Vogel - (18.) Anke Kühn - (19.) Jennifer Plass - (22.) Janine Beermann - (23.) Silja Lorenzen - (24.) Maike Stöckel | - (25.) Janne Müller-Wieland - (28.) Julia Müller - (29.) Lina Geyer - (31.) Julia Karwatzky - Director Técnico Michael Behrmann |

### Argentina
| - ( 1.) Belén Succi - ( 2.) Delfina Merino - ( 4.) Rosario Luchetti - ( 7.) Alejandra Gulla - ( 8.) Luciana Aymar - ( 9.) Carla Dupuy - (10.) Soledad García | - (11.) Carla Rebecchi - (12.) Rocío Ubeira - (13.) María Laura Aladro - (18.) Daniela Sruoga - (19.) Mariné Russo - (21.) Mariela Scarone - (24.) Claudia Burkart | - (25.) Silvina D'Elia - (26.) Giselle Kañevsky - (27.) Noel Barrionuevo - (30.) Josefina Sruoga - Director Técnico Carlos Retegui. |

### Australia
| - ( 1.) Toni Cronk - ( 2.) Georgia Nanscawen - ( 3.) Sarah O'Connor - ( 4.) Casey Eastham - ( 5.) Alison Bruce - ( 6.) Megan Rivers - ( 7.) Kim Walker | - ( 8.) Ashleigh Nelson - (10.) Kate Hollywood - (12.) Madonna Blyth - (14.) Nicole Arrold - (16.) Fiona Johnson - (17.) Emily Hurtz - (18.) Stacia Joseph | - (19.) Heather Langham - (22.) Airlie Ogilvie - (27.) Rachael Lynch - (28.) Hope Munro - Director Técnico Frank Murray |

### ChinaChina
| - ( 1.) Yibo Ma - ( 2.) Ziuli Li - ( 3.) Shufang Li - ( 5.) Wei Ma - ( 6.) Sinan Sun - ( 7.) Jiahui Liao - ( 8.) Baorong Fu | - (10.) Lihua Gao - (12.) Wanfeng Zhou - (13.) Zhen Sun - (16.) Yimeng Zhang - (17.) Hongxia Li - (18.) Ye Ren - (20.) Qian Zing | - (21.) Yudiao Zhao - (22.) Qingling Song - (27.) Shuang Li - (30.) Dongxiao Li - Director Técnico Sangryul Kim |

### InglaterraInglaterra
| - ( 1.) Beth Storry - ( 3.) Natalie Seymour - ( 4.) Chloe Strong - ( 6.) Ashleigh Ball - ( 7.) Jo Ellis - ( 8.) Helen Richardson - (10.) Susie Gilbert | - (11.) Kate Walsh - (12.) Chloe Rogers - (13.) Kerry Williams - (15.) Alex Danson - (16.) Laura Unsworth - (17.) Beckie Herbert - (19.) Katy Long | - (23.) Sally Walton - (24.) Becky Duggan - (28.) Nicola White - (31.) Gemma Darrington - Director Técnico Danny Kerry |

### Países BajosPaíses Bajos
| - ( 1.) Floortje Engels - ( 3.) Fieke Holman - ( 5.) Carlien Dirkse van den Heuvel - ( 6.) Claire Verhage - ( 8.) Marieke Mattheussens - ( 9.) Wieke Dijkstra - (11.) Maartje Goderie | - (12.) Lidewij Welten - (13.) Minke Smabers - (15.) Janneke Schopman - (17.) Maartje Paumen - (18.) Naomi van As - (19.) Ellen Hoog - (20.) Inge Vermeulen | - (21.) Sophie Polkamp - (23.) Kim Lammers - (24.) Eva de Goede - (26.) Marilyn Agliotti - Director Técnico Herman Kruis |

## Tabla de posiciones
| Equipo       | Pts | J | G | E | P | GF | GC | D/G |
| ------------ | --- | - | - | - | - | -- | -- | --- |
| Argentina    | 11  | 5 | 3 | 2 | 0 | 8  | 4  | +4  |
| Australia    | 10  | 5 | 3 | 1 | 1 | 10 | 4  | +6  |
| Países Bajos | 8   | 5 | 2 | 2 | 1 | 7  | 6  | +1  |
| Alemania     | 7   | 5 | 2 | 1 | 2 | 6  | 6  | 0   |
| China        | 4   | 5 | 1 | 1 | 3 | 9  | 9  | 0   |
| Inglaterra   | 1   | 4 | 0 | 1 | 4 | 5  | 16 | -11 |

## Resultados

### Sábado 11 de julio
| Holanda                 | 2 - 2 | Inglaterra      | 11:05 Árbitros: Lin Miao (CHN) y Christiane Hippler (GER). |
| Marilyn Agliotti 59'    |       | Katie Long 16'  | 11:05 Árbitros: Lin Miao (CHN) y Christiane Hippler (GER). |
| Maartje Paumen 70' (pc) |       | Alex Danson 46' |                                                            |

| Alemania | 0 - 2 | Australia         | 13:05 Árbitros: Keum Ju Lee (KOR) y Wendy Stewart (CAN). |
|          |       | Emily Hurtz 36'   | 13:05 Árbitros: Keum Ju Lee (KOR) y Wendy Stewart (CAN). |
|          |       | Madonna Blyth 43' |                                                          |

| Argentina                 | 2 - 1 | China            | 15:05 Árbitros: Lisa Roach (AUS) y Lisette Klaassen (NED). |
| Soledad García 45'        |       | Yibo Ma 57' (pc) | 15:05 Árbitros: Lisa Roach (AUS) y Lisette Klaassen (NED). |
| Noel Barrionuevo 67' (pc) |       |                  |                                                            |

### Domingo 12 de julio
| Inglaterra           | 1 - 3 | Alemania             | 11:05 Árbitros: Wendy Stewart (CAN) y Lisette Klaassen (NED). |
| Chloe Rogers 2' (pc) |       | Janine Beermann 25'  | 11:05 Árbitros: Wendy Stewart (CAN) y Lisette Klaassen (NED). |
|                      |       | Fanny Rinne 37' (pc) |                                                               |
|                      |       | Maike Stöckel 43'    |                                                               |

| Australia | 0 - 1 | Argentina           | 13:05 Árbitros: Marelize de Klerk (RSA) y Lin Miao (CHN). |
|           |       | Josefina Sruoga 35' | 13:05 Árbitros: Marelize de Klerk (RSA) y Lin Miao (CHN). |

| China | 0 - 1 | Holanda                   | 15:05 Árbitros: Julie Ashton-Lucy (AUS) y Keum Ju Lee (KOR). |
|       |       | Marilyn Agliotti 61' (pc) | 15:05 Árbitros: Julie Ashton-Lucy (AUS) y Keum Ju Lee (KOR). |

### Martes 14 de julio
| Alemania | 0 - 1 | Holanda                   | 18:05 Árbitros: Julie Ashton-Lucy (AUS) y Lisa Roach (AUS). |
|          |       | Janneke Schopman 49' (pc) | 18:05 Árbitros: Julie Ashton-Lucy (AUS) y Lisa Roach (AUS). |

| Australia              | 2 - 2 | China            | 20:05 Árbitros: Wendy Stewart (CAN) y Christiane Hippler (GER). |
| Ashleigh Nelson 45'    |       | Qinglig Song 50' | 20:05 Árbitros: Wendy Stewart (CAN) y Christiane Hippler (GER). |
| Casey Eastham 57' (pc) |       | Jiahui Liao 65'  |                                                                 |

### Miércoles 15 de julio
| China            | 2 - 3 | Alemania              | 18:05 Árbitros: Marelize De Klerk (RSA) y Lisette Klaassen (NED). |
| Baorong Fu 15'   |       | Katharina Otte 24'    | 18:05 Árbitros: Marelize De Klerk (RSA) y Lisette Klaassen (NED). |
| Yibo Ma 60' (pc) |       | Julia Müller 64' (pc) |                                                                   |
|                  |       | Katharina Otte 66'    |                                                                   |

| Argentina                 | 3 - 1 | Inglaterra         | 20:05 Árbitros: Julie Ashton-Lucy (AUS) y Keum Ju Lee (KOR). |
| Soledad García 19' (pc)   |       | Rebecca Herbert 6' | 20:05 Árbitros: Julie Ashton-Lucy (AUS) y Keum Ju Lee (KOR). |
| Carla Rebecchi 30'        |       |                    |                                                              |
| Noel Barrionuevo 51' (pc) |       |                    |                                                              |

### Jueves 16 de julio
| Holanda                 | 2 - 2 | Argentina                 | 18:05 Árbitros: Lisa Roach (AUS) y Marelize De Klerk (RSA). |
| Kim Lammers 49'         |       | Noel Barrionuevo 43' (pc) | 18:05 Árbitros: Lisa Roach (AUS) y Marelize De Klerk (RSA). |
| Maartje Paumen 54' (pc) |       | Noel Barrionuevo 64' (pc) |                                                             |

| Inglaterra | 0 - 4 | Australia              | 20:05 Árbitros: Lin Miao (CHN) y Christiane Hippler (GER). |
|            |       | Nicole Arrold 13' (pc) | 20:05 Árbitros: Lin Miao (CHN) y Christiane Hippler (GER). |
|            |       | Casey Eastham 25' (pc) |                                                            |
|            |       | Casey Eastham 38' (pc) |                                                            |
|            |       | Hope Munro 55'         |                                                            |

### Sábado 18 de julio
| China                | 4 - 1 | Inglaterra               | 11:05 Árbitros: Julie Ashton-Lucy (AUS) y Lisette Klaassen (NED). |
| Yibo Ma 23' (pc)     |       | Rebecca Herbert 44' (pc) | 11:05 Árbitros: Julie Ashton-Lucy (AUS) y Lisette Klaassen (NED). |
| Baorong Fu 40'       |       |                          |                                                                   |
| Qingling Song 52'    |       |                          |                                                                   |
| Yudiao Zhao 56' (pc) |       |                          |                                                                   |

| Australia              | 2 - 1 | Holanda                | 13:05 Árbitros: Marelize de Klerk (RSA) y Keum Ju Lee (KOR). |
| Casey Eastham 2'       |       | Maartje Paumen 9' (pc) | 13:05 Árbitros: Marelize de Klerk (RSA) y Keum Ju Lee (KOR). |
| Nicole Arrold 43' (ps) |       |                        |                                                              |

| Argentina | 0 - 0 | Alemania | 15:05 Árbitros: Lisa Roach (AUS) y Lin Miao (CHN). |
|           |       |          | 15:05 Árbitros: Lisa Roach (AUS) y Lin Miao (CHN). |

## Rueda final

### Domingo 19 de julio - 5.º/6.º puesto
| China                | 7 - 0 | Inglaterra | 10:05 Árbitros: Christiane Hippler (GER) y Wendy Stewart (CAN). |
| Hongxia Li 3'        |       |            | 10:05 Árbitros: Christiane Hippler (GER) y Wendy Stewart (CAN). |
| Ye Ren 27', 31' (pc) |       |            |                                                                 |
| Qingling Song 37'    |       |            |                                                                 |
| Baorong Fu 52', 53'  |       |            |                                                                 |
| Qian Xing 58'        |       |            |                                                                 |

### Domingo 19 de julio - Tercer puesto
| Holanda                           | 5 - 2 | Alemania            | 12:35 Árbitros: Julie Ashton-Lucy (AUS) y Lisa Roach (AUS). |
| Ellen Hoog 9'                     |       | Eileen Hoffmann 27' | 12:35 Árbitros: Julie Ashton-Lucy (AUS) y Lisa Roach (AUS). |
| Maartje Paumen 14' (ps), 29' (pc) |       | Natascha Keller 34' |                                                             |
| Marilyn Agliotti 21', 27'         |       |                     |                                                             |

### Domingo 19 de julio - Final
| Argentina | 0 - 0 4-3 (PSO) | Australia | 15:05 Árbitros: Marelize de Klerk (RSA) y Lin Miao (CHN). |
|           |                 |           | 15:05 Árbitros: Marelize de Klerk (RSA) y Lin Miao (CHN). |

| Definición por penales |  |     |  |               |
| Noel Barrionuevo       |  | 1:0 |  | Nicole Arrold |
| Claudia Burkart        |  | 1:1 |  | Casey Eastham |
| Carla Rebecchi         |  | 2:2 |  | Madonna Blyth |
| Silvina D'Elia         |  | 3:3 |  | Emily Hurtz   |
| Luciana Aymar          |  | 4:3 |  | Fiona Boyce   |

## Posiciones finales
| Pos | Equipo     |
| --- | ---------- |
|     | Argentina  |
|     | Australia  |
|     | Holanda    |
| 4.  | Alemania   |
| 5.  | China      |
| 6.  | Inglaterra |

## Premios
| Campeonas del Champions Trophy 2009 |
| ----------------------------------- |
| ARGENTINA Tercer título             |

| Mejor Jugadora | Mejor Arquera | Goleadora      | Fair Play |
| -------------- | ------------- | -------------- | --------- |
| Madonna Blyth  | Belén Succi   | Maartje Paumen | Australia |